# Diploglossus montisserrati
Diploglossus montisserrati är en ödleart som beskrevs av  Garth Underwood 1964. Diploglossus montisserrati ingår i släktet Diploglossus och familjen kopparödlor. IUCN kategoriserar arten globalt som akut hotad. Inga underarter finns listade i Catalogue of Life.